# Albany megye (New York)
Albany megye az Amerikai Egyesült Államokban, azon belül New York államban található. Megyeszékhelye és legnagyobb városa Albany. Lakosainak száma 314 848 fő (2020. április 1.). Albany megye Schenectady, Greene, Saratoga, Rensselaer, Columbia és Schoharie megyékkel határos.

## Népesség
A megye népességének változása:
| Lakosok száma | 303 991 | 304 712 | 306 012 | 306 945 | 309 381 | 314 848 |
|               | 2010    | 2011    | 2012    | 2013    | 2015    | 2020    |